# Planochelas
Planochelas là một chi nhện trong họ Trachelidae.

## Các loài
- Planochelas botulus Lyle & Haddad, 2009
- Planochelas dentatus Lyle & Haddad, 2009
- Planochelas purpureus Lyle & Haddad, 2009